# Arlay
Arlay – miejscowość i gmina we Francji, w regionie Burgundia-Franche-Comté, w departamencie Jura. W 2013 roku populacja gminy wynosiła 766 mieszkańców. 
1 stycznia 2016 roku połączono dwie wcześniejsze gminy: Arlay oraz Saint-Germain-lès-Arlay. Siedzibą gminy została miejscowość Arlay, a nowa gmina przyjęła jej nazwę. 